# Teorema de Seifert-van Kampen
O teorema de Seifert-van Kampen é um clássico da topologia algébrica (nomeado em memória de Herbert Seifert e Egbert van Kampen) e é uma ferramenta poderosa, que permite determinar o grupo fundamental de um espaço topológico, conhecendo apenas alguns dos grupos fundamentais de subconjuntos especiais deste.
Por exemplo, considere a figura do número oito. Esta figura é homeomorfa à reunião de dois círculos disjuntos, salvo num único ponto em comum; utilizando o teorema de Seifert-van Kampen, podemos determiná-lo a partir do grupo fundamental do círculo.

## Teorema de Seifert-van Kampen para grupos fundamentais
Seja X um espaço topológico que se escreve como a reunião de dois subespaços abertos e conexos por caminhos {\displaystyle U_{1}},{\displaystyle U_{2}}. Suponha que {\displaystyle U_{1}\cap U_{2}} seja conexo por caminhos e seja ainda x0 um ponto que pode ser visto como ponto base para todos os grupos fundamentais. Então X é conexo por caminhos e os morfismos de inclusão formam um diagrama comutativo de pushout:
O morfismo natural k é um isomorfismo, isto é, o grupo fundamental de X é o produto livre dos grupos fundamentais de  {\displaystyle U_{1}} e {\displaystyle U_{2}} com amalgamação de {\displaystyle \pi _{1}(U_{1}\cap U_{2},x_{0})}.